# Абдулла-Хаджи Урахинский
Абдулла-Хаджи из Урахи (1870, Урахи, Даргинский округ —1917) — богослов, даргинский поэт, шейх. Один из первых представителей письменной литературы на даргинском языке.

## Биография
Родился в 1870 году в селе Урахи в зажиточной семье кадия. Получил религиозное образование в медресе в Акуше, после чего стал кадием, издавая исламские труды.
Объездил все страны Ближнего Востока, хорошо овладел арабским языком. Пробовал писать стихи религиозного характера на арабском языке.
Имел большую тетрадь, куда заносил наиболее заслуживающие, по его мнению, внимания песни из даргинского фольклора. Являлся шейхом.
Дважды совершал пешее паломничество в Хадж. 

## Творчество
Стихи представляют собой четверостишия, автор рифмует первые 3 строки, через стих проходит редиф. Использование подобной сложной формы свидетельствует о хорошем знании восточной поэтики.
Абдулла широко использовал фольклор. Оттуда он заимствовал различные изобразительные средства. Многие стихи Абдуллы обладают мистическими мотивами. В произведении «Прощай, будь счастлива, родина-Дагестан» (дарг. «НахӀа ахӀли хьалин дару Дагъистан») впервые в даргинской литературе крупно выставлена тема любви к родине. Это стихотворение было написано перед началом его паломничества.